# Игнатенко, Василий Иванович
Васи́лий Ива́нович Игнате́нко (бел. Васіль Іванавіч Ігнаце́нка; укр. Василь Іванович Ігнатенко; 13 марта 1961 — 13 мая 1986) — ликвидатор аварии на Чернобыльской атомной электростанции, командир отделения 6-й самостоятельной военизированной пожарной части по охране города Припять (СВПЧ-6), Герой Украины (2006, посмертно).

## Биография
Родился 13 марта 1961 года в деревне Сперижье Брагинского района Гомельской области БССР.
Окончил Гомельский ПТУ электротехники (ПТУ 81) и по распределению направлен в Бобруйск. Через некоторое время Василия призвали в армию, служил в пожарной части в Москве. После службы пробовал устроиться пожарным в Чернигове, но безуспешно. Тогда он и решил поехать в Припять, где его взяли на работу.
Старший сержант внутренней службы, мастер спорта СССР, работал пожарным в городе Припять. Принимал непосредственное участие в тушении пожара на АЭС в ночь с 25 на 26 апреля 1986 года. Получил большую дозу облучения (1600 рентген), 27 апреля был эвакуирован в Москву для лечения. Однако проведённая операция по пересадке костного мозга результатов не дала.
Умер 13 мая 1986 года. Похоронен на Митинском кладбище в Москве. Причина смерти — острая лучевая болезнь.

## Семья
Отец — Иван Тарасович Игнатенко, мать — Татьяна Петровна. В начале 1980-х семья отстроила новый дом в деревне Сперижье Гомельской области, но в 1986 году деревня оказалась в заражённой зоне и её расселили. Татьяна живёт в городе Березино.
Жена — Людмила, не отходила от умирающего мужа в больнице и получила дозу облучения. Впоследствии потеряла ребёнка (новорождённая девочка прожила всего четыре часа, у неё был врождённый порок сердца, также от облучения пострадала печень). Второй ребёнок Людмилы, Анатолий, также испытывал проблемы со здоровьем. С лета 2019 года Людмила живёт в Березино с матерью Василия.
История Василия Игнатенко, рассказанная его женой Людмилой — она прорвалась к нему в больницу и была с ним до смерти, — одна из центральных в книге Светланы Алексиевич «Чернобыльская молитва». Шведский режиссёр Гуннар Бергдал (Gunnar Bergdahl) снял про её историю два документальных фильма «Голос Людмилы» (Ljudmilas röst, 2001) и «Людмила и Анатолий» (2006). В своем интервью 2015 года Людмила Игнатенко объяснила, почему решила поделиться своей историей: «Наверное, это нужно было рассказать ради будущего поколения, чтобы трагедия, дай Бог, больше не повторилась. Наши дети должны учиться на наших ошибках… Мы не должны молчать о том, что произошло в 1986 году. И слава Богу, что мы научились не молчать, и это умеют и наши дети».
В 1986 году старшая сестра Василия — Людмила — пыталась стать донором костного мозга для брата. Операцию она пережила тяжело. В 2015 году сестра ликвидатора умерла от онкологического заболевания.

## Награды и звания
- Звание Герой Украины с удостаиванием ордена «Золотая Звезда» (21 апреля 2006 года) — за героический подвиг во имя жизни нынешних и будущих поколений, личное мужество и самопожертвование, проявленные при ликвидации аварии на Чернобыльской АЭС (посмертно)[7]
- Знак отличия Президента Украины — Крест «За мужество» (8 мая 1996 года) — за личное мужество и отвагу, проявленные при ликвидации аварии на Чернобыльской АЭС (посмертно)[8]
- Посмертно награждён Орденом Красного Знамени[9]

## Память
- Средняя школа № 56 г. Минска носит имя В. И. Игнатенко (2023)[10].
- В честь Василия Игнатенко названы улицы в Минске, Березино, Брагине[11].
- 25 августа 2007 года в городе Березино (Беларусь) установлена и освящена памятная доска в честь героя Чернобыля — Игнатенко В. И.[12]
- Монумент на центральной площади Брагина.
- Бюст в деревне Буда Люшевская Буда-Кошелёвского района.
- Зал, посвящённый памяти В. И. Игнатенко, в Брагинском историческом музее (сентябрь 2008 года)[13].
- В Брагине проходит открытый чемпионат по мини-футболу памяти В. И. Игнатенко (30.03.2024)[14].
- Подвигу и последующей судьбе Василия посвящён один из главных подсюжетов мини-сериала «Чернобыль» 2019 года. В частности, авторы используют перспективу его и его жены для изображения судьбы первых ликвидаторов Чернобыльской аварии и их близких. В сериале его сыграл британский актёр Адам Нагайтис.